# Ben Feldman
Benjamin „Ben” Feldman (ur. 27 maja 1980 w Waszyngtonie) – amerykański aktor.

## Życiorys
Urodził się w Waszyngtonie w rodzinie żydowskiej i uczęszczał do konserwatywnych żydowskich oraz ortodoksyjnych synagog i szkół żydowskich. Jego matka, Marcia Muir Mitchell, jest pisarką, a ojciec, Robert „Bob” Feldman, prowadzi agencję reklamową w stanie Maryland. Ma siostrę, Morgan Leiter, która pracuje w modzie. Jako 6–latek wziął udział w musicalu Annie, wystawionym na kempingu dla chłopców „Manitou” w Oakland. W szkole średniej Winston Churchill High School w Potomac występował w wielu sztukach, a także prowadził coroczną inscenizację Blast from the Past. Po ukończeniu liceum (1998), uczęszczał do Ithaca College w Nowym Jorku, gdzie uzyskał tytuł licencjata sztuki aktorskiej. 
W 2003 trafił na Broadway jako goniec hotelowy w komedii Absolwent, gdzie zastąpił potem Jasona Biggsa i zagrał Benjamina Braddocka.
W Hollywood zadebiutował w 2005, występując u boku Heather Locklear i Hilary Duff w filmie Idealny facet (ang. The Perfect Man). Uprzednio wystąpił w niezależnym filmie When Do We Eat? (2005). Za rolę Michaela Ginsberga w serialu AMC Mad Men (2012–2014) był nominowany do Emmy.
12 października 2013 poślubił Michelle Mulitz. Mają syna Charliego Miltona (ur. 24 października 2017) i córkę Effie (ur. 2019). Obecnie mieszka w Los Angeles w stanie Kalifornia.

## Filmografia
| Rok       | Tytuł                 | Rola             | Reżyser                    |
| --------- | --------------------- | ---------------- | -------------------------- |
| 2012-2014 | Mad Men               | Michael Ginsberg |                            |
| 2014      | 400 Days              | Bug Kieslowski   | Matt Osterman              |
| 2015-2021 | Supermarket           | Jonah            | Justin Spitzer             |
| 2016      | Między nami           | Henry            | Rafael Palacio Illingworth |
| 2017      | Wabik                 | Jimmy            | Jordan Ross                |
| 2023      | Przewodnik po miłości | John             | Steven K. Tsuchida         |